# حاكم بورتوريكو
حاكم بورتوريكو هو رئيس حكومة كومنولث بورتوريكو، والقائد الأعلى للحرس الوطني في بورتوريكو . تشغل جينيفر جونزاليس كولون حاليًا منصب الحاكم رقم 190 للأرخبيل والجزيرة.
يُعتبر الحاكم مسؤولًا عن تنفيذ القوانين المحلية، وعقد جلسات الجمعية التشريعية، ويملك صلاحية الموافقة على القوانين التي تقرها الجمعية التشريعية أو رفضها، وتعيين الموظفين الحكوميين، وتعيين القضاة، ومنح العفو. منذ عام 1948 أصبح الحاكم يُنتخب من قِبل شعب بورتوريكو. أما قبل ذلك، فكان يُعيَّن إما من قِبل ملك إسبانيا (1510-1898) أو رئيس الولايات المتحدة (1898-1948).
المادة الرابعة من دستور بورتوريكو تمنح السلطة التنفيذية للحاكم وتمنحه سلطة تعيين الضباط. وتسمح هاتان السلطتان للمحافظ بتفويض معظم مهامه مع الاستمرار في كونه الرئيس التنفيذي ورئيس الحكومة.

## تاريخ
كان أول رؤساء الحكومة المعروفين والمسجلين في تاريخ بورتوريكو هم الزعماء القبليون للسكان الأصليين المعروفين باسم تاينوس الذين سكنوا الجزيرة قبل وصول الإسبان. ويعتقد أن رتبة الزعيم قد أنشئت على ما يبدو من خلال وسائل ديمقراطية. أهميته في القبيلة كانت تتحدد من خلال حجم قبيلته وليس مهاراته كأمير حرب، حيث كان شعب التاينو في الغالب من ذوي الثقافة المسالمة. أغويبانا الأول هو الزعيم الأكثر شهرة لأنه كان يحكم جميع الزعماء الآخرين عندما وصل الإسبان في عام 1493 على الرغم من وجود العديد من الزعماء الآخرين خلال فترة حكمه، وكذلك قبله وبعده.

#### العصر الاستعماري الاسباني
عندما استعمرت الإمبراطورية الإسبانية بورتوريكو خلال القرن السادس عشر، نصب الغازي الإسباني خوان بونس دي ليون نفسه أول حاكم للجزيرة. تم تعيين فيسينتي يانيز بينزون لتولي منصب القائد العام لمدينة بورتوريكو قبل استعمار الجزيرة، لكنه لم يقم بهذه الوظيفة أبدًا. كجزء من الإمبراطورية الإسبانية، كانت الملكية الإسبانية مسؤولة عن تعيين حاكم بورتوريكو. وكان الشخص المختار مسؤولاً عن تطوير الجزيرة وثرواتها، وكان مسؤولاً عن الإبلاغ عن حالة المستعمرة إلى الحكومة في إسبانيا.
كان أول مواطن بورتوريكي أصلي يقوم بهذه المهمة هو خوان بونس دي ليون الثاني، حفيد الغازي، الذي شغل منصب الحاكم المؤقت في عام 1579.
بعد عام 1580، تأسست حكومة بورتوريكو باعتبارها القيادة العامة لبورتوريكو، وتولى المحافظون اللاحقون منصب القائد العام أيضًا.

#### اعتبارها إقليمًا غير مدمج في الولايات المتحدة
في 25 يوليو 1898، مع اندلاع الحرب الإسبانية الأمريكية، غزت الولايات المتحدة بورتوريكو. بعد انتهاء الحرب، اضطرت إسبانيا إلى التنازل عن بورتوريكو، إلى جانب كوبا والفلبين وجوام ، للولايات المتحدة بموجب معاهدة باريس عام 1898. بدأت بورتوريكو القرن العشرين تحت الحكم العسكري للولايات المتحدة مع مسؤولين، بما في ذلك الحاكم، الذين تم تعيينهم من قبل رئيس الولايات المتحدة.
في عام 1900، وقع ويليام ماكينلي على قانون فوريكر كقانون فيدرالي للولايات المتحدة، والذي أنشأ حكومة مدنية (شعبية محدودة) في بورتوريكو.  كانت الحكومة الجديدة تضم حاكمًا ومجلسًا تنفيذيًا يعينه الرئيس، ومجلس نواب يضم 35 عضوًا منتخبًا، ونظامًا قضائيًا يضم محكمة عليا، ومفوضًا مقيمًا غير مصوت في الكونجرس.  كان أول حاكم مدني للجزيرة بموجب قانون فوريكر هو تشارلز هربرت ألين. ظل هذا النظام مستخدمًا حتى بعد إقرار قانون جونز-شافروث، الذي غيّر هيكل الحكومة في بورتوريكو، وظل قيد الاستخدام حتى عام 1948.
بعد موافقة الرئيس هاري إس ترومان على قانون الحاكم الانتخابي الفيدرالي في عام 1947، تم انتخاب الحاكم من خلال عملية ديمقراطية كل أربع سنوات منذ عام 1948. وفي ذلك الوقت، أصبح لويس مونوز مارين أول حاكم منتخب ديمقراطياً.
تم إنشاء الهيكل الحكومي الحالي بموجب دستور كومنولث بورتوريكو، الذي تم التصديق عليه في عام 1952. أعيد انتخاب الحاكم الحالي لويس مونوز مارين كأول حاكم بموجب الدستور. وبموجب المادة الرابعة من الدستور، يظل الحاكم منتخبًا شعبيًا كل أربع سنوات وهو رئيس السلطة التنفيذية للكومنولث. ويتولى الحاكم المنتخب منصبه في الثاني من يناير/كانون الثاني من العام التالي في حفل تنصيب عام قد يسبقه حفل أداء قسم خاص.

## القوى
الحاكم هو رئيس حكومة بورتوريكو . لديهم القدرة على نقض التشريعات التي يقرها المجلس التشريعي البورتوريكي. وللحاكم أيضًا سلطة تعيين أعضاء حكومته، والذين بدورهم يجب التصديق عليهم من قبل الهيئة التشريعية. ويملك الحاكم أيضًا سلطة تعيين قضاة المحكمة العليا وجميع المحاكم الأدنى في الجزيرة.
يتعين على الحاكم أن يخاطب الهيئة التشريعية في بداية كل عام لتقديم خطابين، أحدهما خطاب حالة الكومنولث والآخر يقدم فيه الحاكم "الميزانية الموصى بها" للسنة المالية التالية، حيث يقترح الحاكم على الهيئة التشريعية ميزانية. وهم أيضًا القائد الأعلى للحرس الوطني في بورتوريكو والدبلوماسي الرئيسي.

## الأهلية
في 25 يوليو 1952، أصدر الحاكم مونوز مارين دستور بورتوريكو بعد موافقة الكونجرس ورئيس الولايات المتحدة. بموجب القسم الثالث، المادة الرابعة من دستور بورتوريكو، يجب أن يكون الحاكم مواطنًا أمريكيًا، ومقيمًا في بورتوريكو لمدة خمس سنوات متتالية سابقة، ويبلغ من العمر 35 عامًا على الأقل في وقت الانتخابات.
يشغل الحاكم منصبه لمدة أربع سنوات، تبدأ في اليوم الثاني من شهر يناير بعد سنة انتخابه وتنتهي في تاريخ تولي خليفته منصبه. الخدمة المتتالية غير محدودة، وفقًا لدستور الجزيرة. لويس مونوز مارين، أول حاكم منتخب للجزيرة، خدم لمدة أربع فترات متتالية من عام 1949 إلى عام 1965، ولكن جميع الحكام اللاحقين تقريبًا خدموا إما لفترة واحدة أو فترتين؛ وقد صادق شعب بورتوريكو على دستور الكومنولث في عام 1952. ومع ذلك، خدم رافائيل هيرنانديز كولون لثلاث فترات غير متتالية: الأولى من عام 1973 إلى عام 1977، ثم من عام 1985 إلى عام 1993.

## انتخابات
يتم انتخاب المحافظ عن طريق التصويت المباشر من الشعب. يمثل المرشحون عادة حزبًا سياسيًا ، حيث تم انتخاب كل حاكم حتى الآن ( اعتبارًا من 2019 ) أن يكون عضوًا في الحزب التقدمي الجديد في بورتوريكو أو الحزب الديمقراطي الشعبي في بورتوريكو . إن الفوز في الانتخابات يتطلب الحصول على أغلبية الأصوات فقط (أكثر من أي مرشح آخر)، وليس الأغلبية (أكثر من نصف الأصوات)
وينص قانون الانتخابات في بورتوريكو على أنه إذا كانت نسبة فوز أحد المرشحين أقل من 0.5% من الأصوات، فيجب إجراء إعادة فرز كاملة للأصوات. وحتى الآن، لم تتم إعادة فرز الأصوات إلا في الانتخابات المحلية التي جرت في عامي 1980و 2004 .

## خلافة
عند وفاة أو استقالة أو إقالة حاكم جالس من منصبه (عن طريق العزل والإدانة)، يتولى وزير الخارجية منصب الحاكم حتى نهاية الفترة التي تبلغ أربع سنوات. في حالة عدم رغبة أو عدم قدرة وزير الدولة على تولي منصب الحاكم، يتولى وزير العدل منصب الحاكم، يليه وزير الخزانة، ووزير التعليم ، ووزير العمل والموارد البشرية ، ووزير النقل والأشغال العامة ، ووزير التنمية الاقتصادية والتجارة ، ووزير الصحة ، ووزير الزراعة . إذا لم يكن أي منهم متاحًا للخلافة، يجتمع المجلس التشريعي لانتخاب أغلبية أصوات جميع أعضائه حاكمًا لبقية المدة. وتوجد أحكام أخرى تتعلق بالانتقال بين الحاكم الحالي والحاكم المنتخب.
على غرار بعض الولايات الأمريكية، مثل كاليفورنيا، إذا كان الحاكم بعيدًا مؤقتًا عن بورتوريكو، يصبح وزير الخارجية، أو في حالة غيابه أعلى عضو في مجلس الوزراء في خط الخلافة، حاكمًا بالنيابة حتى عودة الحاكم. في العقود الماضية، عندما كانت رحلات حاكم الولاية خارج الجزيرة نادرة، نادراً ما كانت صلاحيات الحاكم تنتقل إلى وزير الخارجية أو غيره من مسؤولي مجلس الوزراء. لقد أدى تسهيل السفر إلى جعل منصب الحاكم بالنيابة حدثًا أكثر شيوعًا. في الآونة الأخيرة، لم يقتصر الأمر على شغل وزير الخارجية منصب القائم بأعمال الحاكم في كثير من الأحيان فحسب، بل قام وزير العدل ووزير الخزانة أيضًا بهذا المنصب.

## أزمة القيادة 2019
في 24 يوليو 2019، أعلن الحاكم ريكاردو روسيلو استقالته بعد أسبوعين من الاحتجاجات والمظاهرات في بورتوريكو . وأصبح أول حاكم منتخب يستقيل. دخلت استقالته حيز التنفيذ يوم 2 أغسطس 2019 الساعة الخامسة مساء. قبل مغادرة منصبه، رشح روسيلو بيدرو بيرلويسي كوزير دولة، بهدف جعل بيرلويسي خليفته، لكن ترشيحه لم يتم الموافقة عليه من قبل الهيئة التشريعية الكاملة قبل أن تدخل استقالة روسيلو حيز التنفيذ. على الرغم من عدم تأكيد مجلس الشيوخ في بورتوريكو ، تم تعيين بيرلويسي حاكماً للولاية، مما دفع إلى تقديم طعن قانوني. وبعد أقل من أسبوع، أعلنت المحكمة العليا في بورتوريكو أن بيرلويسي تولى منصبه على أسس غير دستورية وأقالته من منصبه، اعتبارًا من الساعة الخامسة مساءً بتوقيت الساحل الشرقي يوم 7 أغسطس. وفي ذلك الوقت، كان التالي في الترتيب هو وزير العدل، واندا فاسكيز جارسيد، التي أصبحت حاكمة وفقًا لخط الخلافة الأصلي كما كان في 2 أغسطس في الساعة 5 مساءً.